# Narbonne
Narbonne [naʁbɔn] (okzitanisch Narbona) ist eine südfranzösische Stadt mit 56.692 Einwohnern (Stand 1. Januar 2022) im Département Aude in der Region Okzitanien. Der ehemalige Mittelmeerhafen war Hauptort der historischen Territorien Gallia Narbonensis und Septimanien und war eine der größeren Städte der historischen Provinz Languedoc; heute ist es Hauptort des Arrondissements Narbonne.

## Lage
Narbonne liegt unweit der Mittelmeerküste am Canal de la Robine in einer Höhe von ca. 10 m ü. d. M. Über einen Verbindungskanal (Canal de Jonction), der den Canal de la Robine landeinwärts fortsetzt, besteht Anschluss an den Canal du Midi. Narbonne hat Anschluss an die Autoroute A9 und an die Autoroute A61. Nächstgelegene Städte sind Béziers (ca. 35 km nordöstlich) und Carcassonne (ca. 60 km westlich), nächstgelegene Großstädte sind Perpignan (ca. 65 km südlich) und Montpellier (ca. 95 km nordöstlich). Das Klima ist warm und eher regenarm.

## Narbonne-Plage
Das Stadtgebiet erstreckt sich nach Osten hin über einen Korridor im Massif de la Clape bis zum Mittelmeer, wo es einen etwa vier Kilometer langen Küstenstreifen zwischen den Gebieten von Saint-Pierre-la-Mer und Gruissan einnimmt.
In diesem Bereich begannen sich ab 1930 Badegäste einzurichten, wie auch an anderen Stellen der Küste. Neben Fischerhütten entstanden erste Gastwirtschaften. Ein erstes Entwicklungsprojekt scheiterte an der Weltwirtschaftskrise und am Zweiten Weltkrieg. Auch Mückenschwärme und die fehlende Straßenverbindung nach Narbonne hinderten die Entwicklung, es gab nur einen Saumpfad. 1946 fasste die Stadt Narbonne den Beschluss einen Badeort zu schaffen, der sich schließlich zum Ortsteil Narbonne-Plage entwickelte. Eine erste windungsreiche Straße über das Massif de la Clape wurde von 1948 bis 1951 gebaut, sie führte über den Nachbarort Armissan. 1951 kaufte die Stadt 208 Hektar Gelände und legte einen Bebauungsplan fest. Maßnahmen zur Ausrottung der Stechmücken sowie die Anlage eines Yachthafens waren weitere Entwicklungsschritte.
Der Ortsteil hat etwa 3000 dauerhafte Einwohner, im Sommer steigt die Zahl der Bewohner auf 45000.

## Bevölkerungsentwicklung
| Jahr      | 1800 | 1851   | 1901   | 1954   | 1999   | 2013   |
| Einwohner | 9086 | 13.066 | 28.852 | 32.060 | 46.510 | 52.855 |

Die Bevölkerung der Stadt ist durch Zuwanderung aus dem ländlichen Umland ständig gewachsen.

## Wirtschaft und Infrastruktur

### Wirtschaft
Narbonne selbst war in der Antike und im Mittelalter jahrhundertelang ein Fischerort; Landwirtschaft und Weinbau im Umland sowie der Handel schafften die Grundlage für die Herausbildung der verkehrstechnisch günstig gelegenen Stadt. Heute bildet Narbonne den Rahmen für Kleinindustriebetriebe sowie für Handels- und Dienstleistungsunternehmen aller Art. Auch der Tourismus (Narbonne-Plage) spielt eine nicht unbedeutende Rolle für die wirtschaftliche Entwicklung der Stadt.
Im Norden von Narbonne liegt das Urankonversionswerk Malvési.

### Verkehr
Narbonne liegt an der Bahnstrecke Bordeaux–Sète und wird im Fern- und Regionalverkehr mit TGV-, Ouigo-, Intercité- und TER-Zügen bedient. In Narbonne zweigt von dieser über ein Gleisdreieck die wichtige Bahnstrecke Narbonne–Portbou ab, über die der Verkehr in Richtung Barcelona geführt wird. Mit der geplanten Neubaustrecke Montpellier–Perpignan soll westlich der Stadt ein neuer Bahnhof für den TGV-Verkehr entstehen, die Inbetriebnahme ist für 2045 geplant.
Der Bahnhof von Narbonne ist ferner Ausgangspunkt der Bahnstrecke Narbonne–Bize.

## Geschichte

### Antike
Narbonne war die erste römische Kolonie außerhalb Italiens und wurde um 118 v. Chr. im damaligen Gallien als Colonia Narbo Martius errichtet. Durch Narbonne führte die Via Domitia, die erste Römerstraße in Gallien, deren Bau etwa in die Gründungszeit der Kolonie fällt und Italien mit den spanischen Kolonien verband. Bei Narbonne verband sich die Via Domitia mit der Via Aquitania, die über Toulouse und Bordeaux zum Atlantischen Ozean führte. Später wurde die Provincia des südlichen Gallien nach ihrer Hauptstadt Gallia Narbonensis genannt. Als Verwaltungssitz der römischen Provinz, so konnten Archäologen nachweisen, florierte Narbonne wirtschaftlich und beherbergte architektonische Meisterwerke.

### Mittelalter
Ab 462 kam Narbonne in den Einflussbereich der Westgoten. Es wurde für kurze Zeit Hauptstadt des ganzen Westgotenreichs und später, nachdem das Westgotenreich die meisten Gebiete nördlich der Pyrenäen an das Frankenreich verloren hatte, der westgotischen Provinz Septimanien. Im Zuge der Eroberung des Westgotenreichs durch die Mauren (→ Islam in Frankreich) wurde 719 auch Narbonne eingenommen. 40 Jahre später, 759, fiel die Stadt an das Frankenreich unter Pippin dem Kurzen.
Im Jahre 793 wurde Narbonne von einem Heer des in Córdoba residierenden Emirs Hischam I. zerstört, gebrandschatzt und entvölkert.
Im Hochmittelalter gehörte das Herzogtum Narbonne zur Einflusssphäre der Grafen von Toulouse und somit auch der Katharer, die jedoch während der Albigenserkriege (1209–1229) nahezu ausgerottet wurden. Danach fiel das Gebiet an die französische Krone. In den Jahren von 1272 bis 1332 entstand die im nordfranzösischen Stil der Gotik erbaute Kathedrale Saint-Just, die mit einer Chorscheitelhöhe von 41 Metern eine der höchsten Frankreichs ist.

### Neuzeit
Vom 24. bis 31. März 1871 erklärte der den Radikalen nahestehende Journalist Émile Digeon sich mit der Pariser Kommune solidarisch. Gestützt auf einen Club de la Révolution ernannte er sich zum Kommandanten der republikanischen Kräfte des Arrondissements. Er erklärte, dass er „Toulouse und Marseille die Hand reichen“ wolle, um den ganzen Süden Frankreichs zum Aufstand zu führen.

## Sehenswürdigkeiten

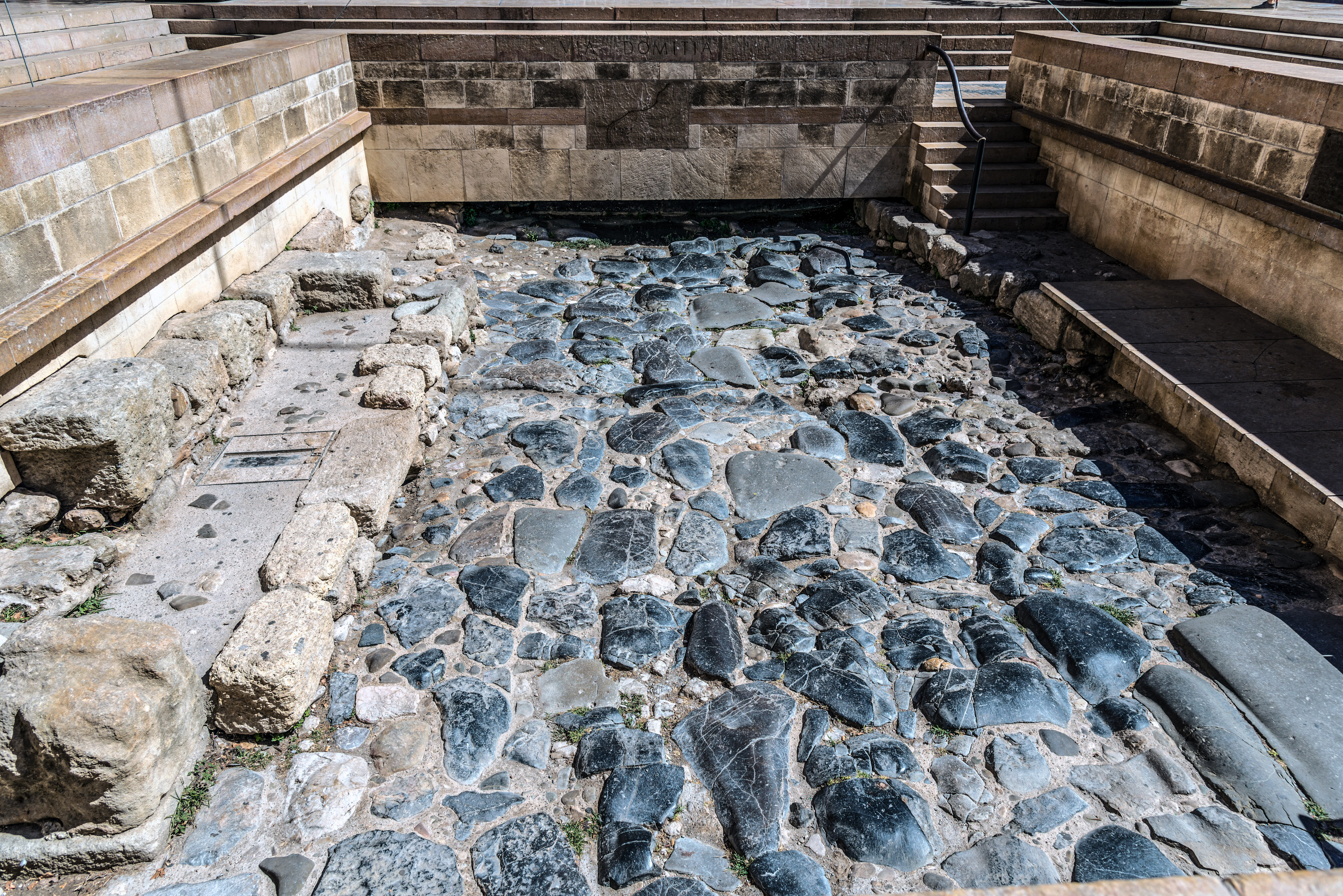
Vor dem Rathaus freigelegtes Stück der Via Domitia

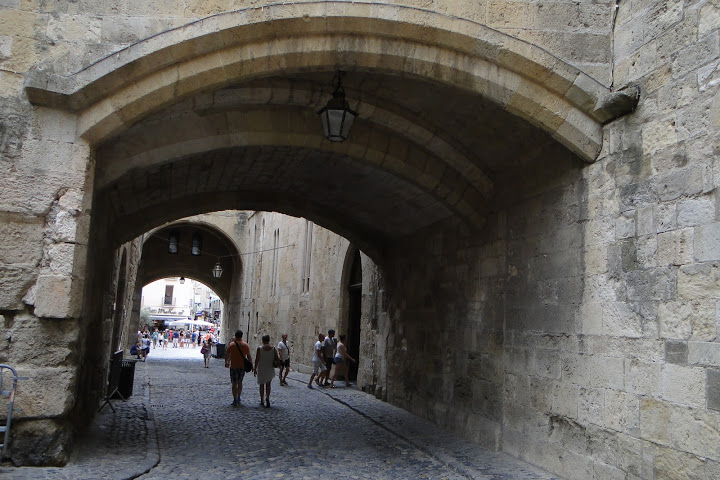
In der Altstadt

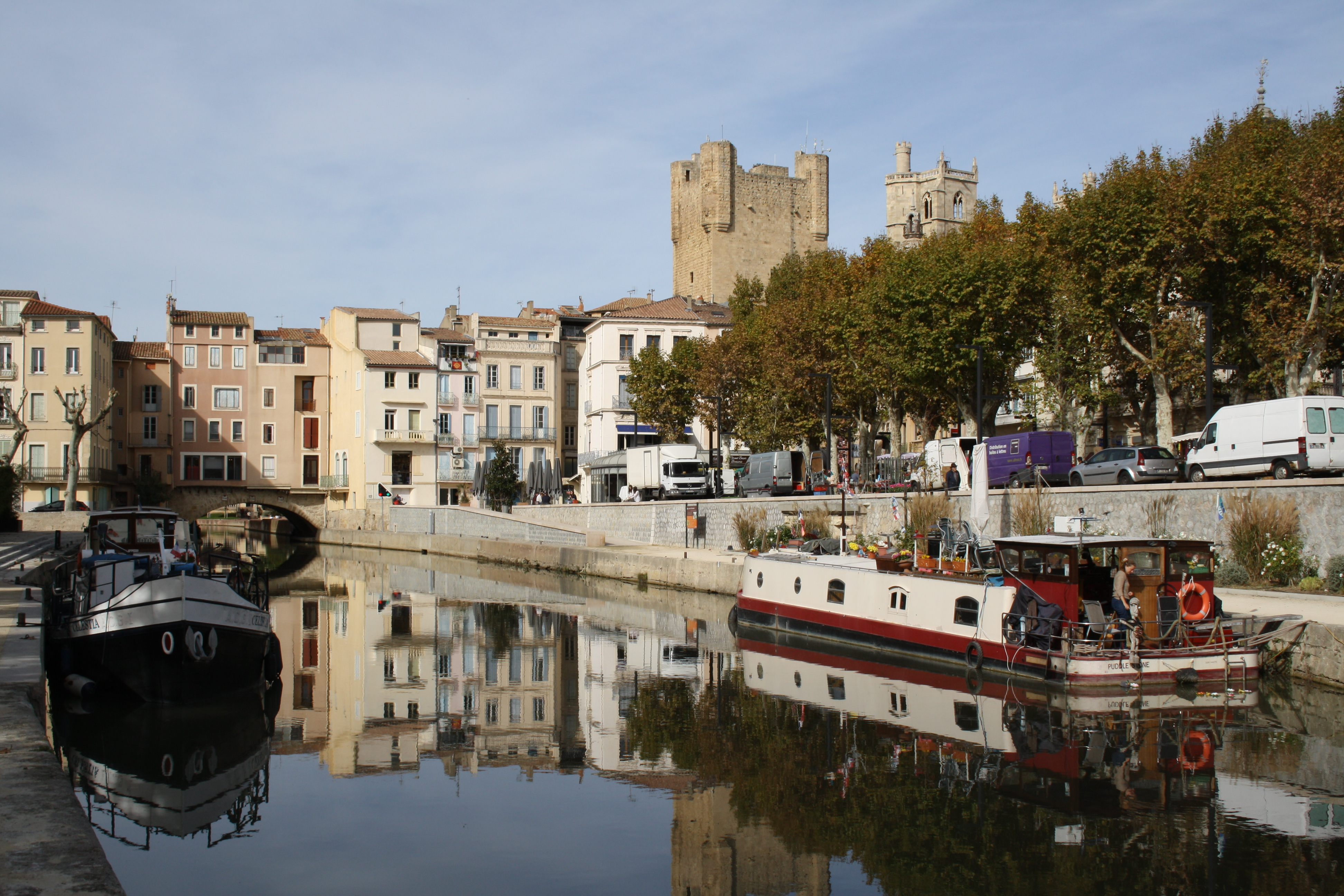
Canal de la Robine

- La Cathédrale de Narbonne Kathedrale Saint-Just: Baubeginn 1272
- Im angrenzenden Bischofspalast ist das Archäologische Museum untergebracht.

- Neben der Kathedrale sind die Zeugen der römischen Geschichte besonders sehenswert, dazu gehören:
  - Römisches Horreum: ein Kornspeicher, der als sogenannter Kryptoportikus in den Boden eingelassen wurde

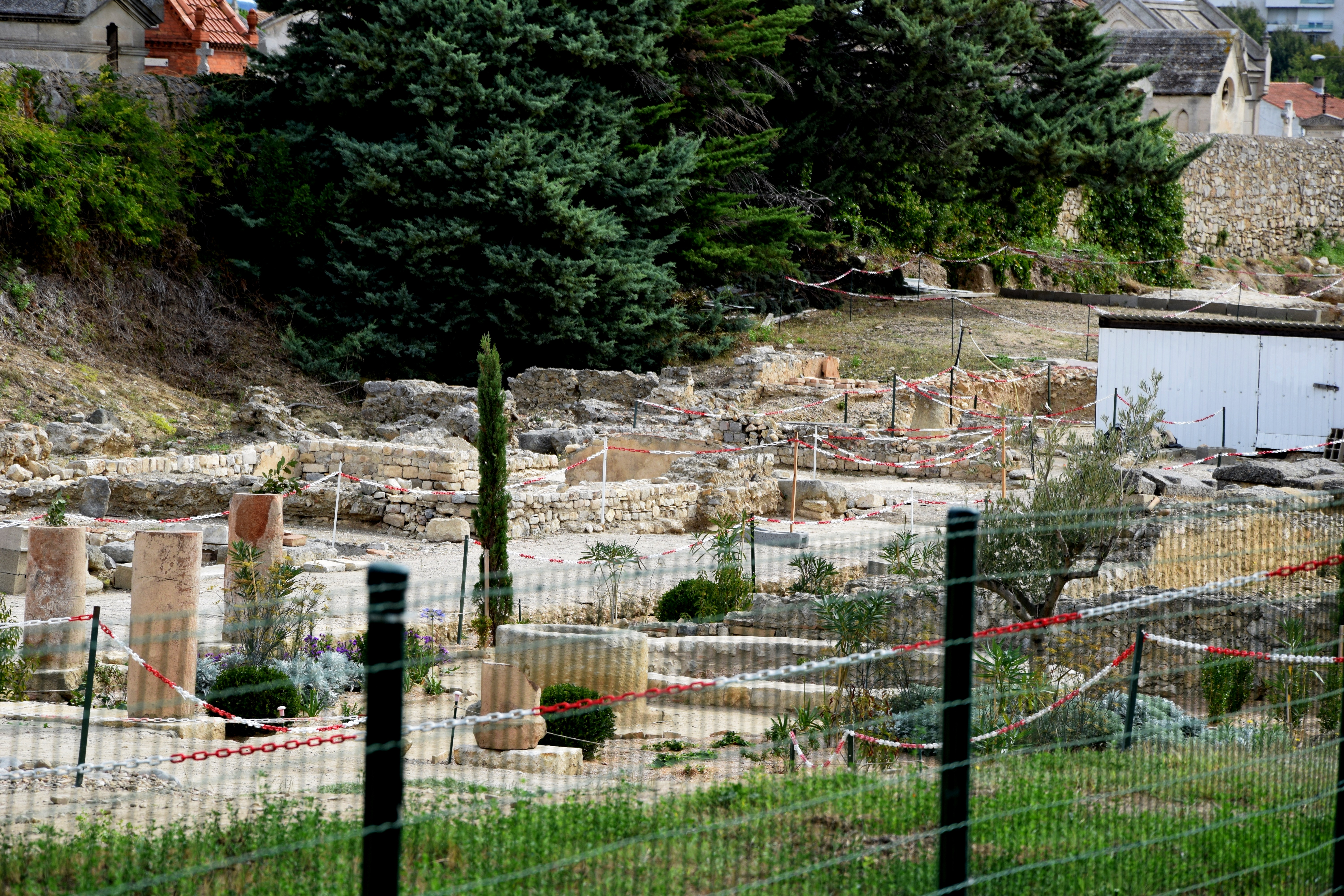
Archäologische Stätte Clos de la Lombarde

  - Archäologische Stätte Clos de la LombardeClos de la Lombarde: Archäologische Ausgrabungsstätte mit Überresten römischer Stadthäuser (domus), den einzigen in Gallien.[7]
  - Überreste der Via Domitia: vor dem Rathaus
  - Pont des Marchands: eine Häuserbrücke römischen Ursprungs
  - Narbo Via, ein 2021 eröffnetes Museum zur römischen Geschichte
- Regionaler Naturpark Narbonnaise en Méditerranée: zu dem auch Teile der Gemeinde von Narbonne gehören

## Persönlichkeiten
- Heiliger Sebastian (3. Jahrhundert), um 288 in Rom als christlicher Märtyrer gestorben
- Carus (um 223–283), römischer Kaiser
- Jean-Joseph Cassanéa de Mondonville (1711–1772), Violinvirtuose und Komponist
- Jacques Laibats-Montaigne (1716–1788), Astronom
- Joseph-Martin Cabirol (1799–1874), Gummifabrikant und Erfinder
- Henry Cros (1840–1907), Glaskünstler, Bildhauer und Maler
- Emmanuel Coste (1873–1934), römisch-katholischer Geistlicher und Erzbischof
- Henri Moreno (1878–1950), Turner
- Paul Raynal (1885–1971), Dramatiker
- Benjamin Crémieux (1888–1944), Schriftsteller
- Joë Bousquet (1897–1950), Schriftsteller
- Pierre Reverdy (1889–1960), Lyriker
- Charles Trenet (1913–2001), Chansonsänger, Komponist, Dichter und Maler
- André Héléna (1919–1972), Kriminalschriftsteller
- Jacques Fihey (1931–2017), Bischof von Coutances
- Pedro Soler (1938–2024), Flamenco-Gitarrist
- Joseph Gonzales (* 1941), Boxer
- Joël Prévost (1950–2024), Chansonsänger
- Gérard Schivardi (* 1950), Politiker
- Éric Andrieu (* 1960), Politiker
- Claude Égéa (* 1963), Jazzmusiker
- Gilles Sanders (* 1964), Radrennfahrer
- Alex Antor (* 1979), andorranischer Skirennläufer
- Brice Soniano (* 1979), Kontrabassist
- Ethel-Julie Puig-Arjona (* 1981), Beachvolleyballspielerin
- Dimitri Szarzewski (* 1983), Rugbyspieler
- Camille Lacourt (* 1985), Schwimmer
- Benjamin Lariche (* 1987), Rennfahrer
- Pierre Mortefon (* 1989), Windsurfer
- Florian Sotoca (* 1990), Fußballspieler
- Marion Mortefon (* 1992), Windsurferin
- Alex Baron (* 1994), Automobilrennfahrer
- Nasredine Khatir (* 1995), Mittelstreckenläufer

## Städtepartnerschaften
- Grosseto in Italien
- Aosta in Italien
- Salford im Vereinigten Königreich
- Weilheim in Deutschland